# Grand Junction, Iowa
Grand Junction là một thành phố thuộc quận Greene, tiểu bang Iowa, Hoa Kỳ. Năm 2010, dân số của thành phố này là 824 người.

## Dân số
Dân số qua các năm:
- Năm 2000: 964 người.
- Năm 2010: 824 người.